# Oberzollbrücke
Oberzollbrücke (mundartlich: (Obr-)Tsolbrukh) ist ein Gemeindeteil der Gemeinde Ofterschwang im bayerisch-schwäbischen Landkreis Oberallgäu.

## Geographie
Die Einöde liegt circa drei Kilometer nordöstlich des Hauptorts Ofterschwang an der Gemeindegrenze zu Sonthofen. Östlich der Ortschaft fließt die Iller. Ebenfalls östlich befindet sich der Sonthofer See.

## Ortsname
Der Ortsname deutet auf eine Brücke hin, an der Zoll erhoben wurde. Der Präfix "Ober-" dient der Unterscheidung zur flussabwärts in Immenstadt gelegenen Unterzollbrücke.

## Geschichte
Nördlich des heutigen Orts befand sich ein mittelalterlicher Burgstall. Oberzollbrücke wurde erstmals urkundlich im Jahr 1494 erwähnt, als der Bau der Brücke vereinbart wurde. Die Brücke lag auf der Grenze zwischen der Grafschaft Rothenfels und dem Hochstift Augsburg. 1537 wurde die Gedeckte Brücke im rotenfelsischen Besitzt genannt. Zudem wurde ebenfalls die Obermühle im Ort erwähnt. Im 1785 wurde die Brücke Immenstädter Brücke genannt bei der sich das hochstiftsche Schanz-Häusle befand. 1818 befanden sich zwei Wohnhäuser im Ort. Zwischen 1818 und 1900 wurde Oberzollbrücke zu Bihlerdorf gezählt.